# Burgwerben
Burgwerben – dzielnica miasta Weißenfels w Niemczech, w kraju związkowym Saksonia-Anhalt, w powiecie Burgenland. Do 1 lipca 2007 gmina należała do powiatu Weißenfels, wspólnoty administracyjnej Saaletal. Dnia 1 września 2010 przyłączona do miasta.

## Geografia
Burgwerben leży na lewym brzegu rzeki Soławy.